# Alberto Risco
Alberto Risco Grasa (Morón, 23 de enero de 1873-Valladolid, 14 de junio de 1937) fue un biógrafo, historiador, novelista y sacerdote jesuita español.

## Biografía
Nació en la ciudad cubana de Morón de la Trocha el 23 de enero de 1873. Era hijo del farmacéutico militar y publicista Ramón Risco y Domínguez, quien en 1911 fundaría la obra «La Santa Casa de Nazaret», centro de caridad ubicado en Madrid para socorrer a las monjas de clausura pobres.
Hacia 1890 ingresó en la Compañía de Jesús. Después de cursar filosofía y retórica, fue profesor durante cinco años en Málaga, y en 1906 se ordenó de sacerdote. Destinado a América del Sur, vivió en La Paz (Bolivia), donde fue profesor de lengua y literatura española entre 1909 y 1912. Volvió a España en 1913, y en 1917 fue destinado al Colegio de Chamartín de la Rosa.
Desde niño demostró grandes aptitudes para la literatura. Al principio se dedicó a escribir cuentos cortos y poesías, obteniendo premios en quince Juegos Florales. Después ensayó la novela, y más tarde los estudios históricos, siempre con tendencia al estilo ameno, siguiendo en gran parte los derroteros del padre Luis Coloma.
En 1916, con motivo del traslado de los restos del almirante Cervera al Panteón de Marinos Ilustres de San Femando, pronunció la oración fúnebre del citado almirante, y luego, aprovechando los materiales que la familia del mismo le proporcionó, publicó todo lo referente al trágico episodio de Santiago de Cuba, primero en la revista Razón y Fe (1919), y después siguió investigando sobre el mismo asunto, y fruto de sus estudios fue un voluminoso tomo de 500 páginas que contiene una biografía completísima del almirante Cervera.
Falleció en Valladolid el 14 de junio de 1937 de manera repentina, a causa de una angina de pecho.

## Obras

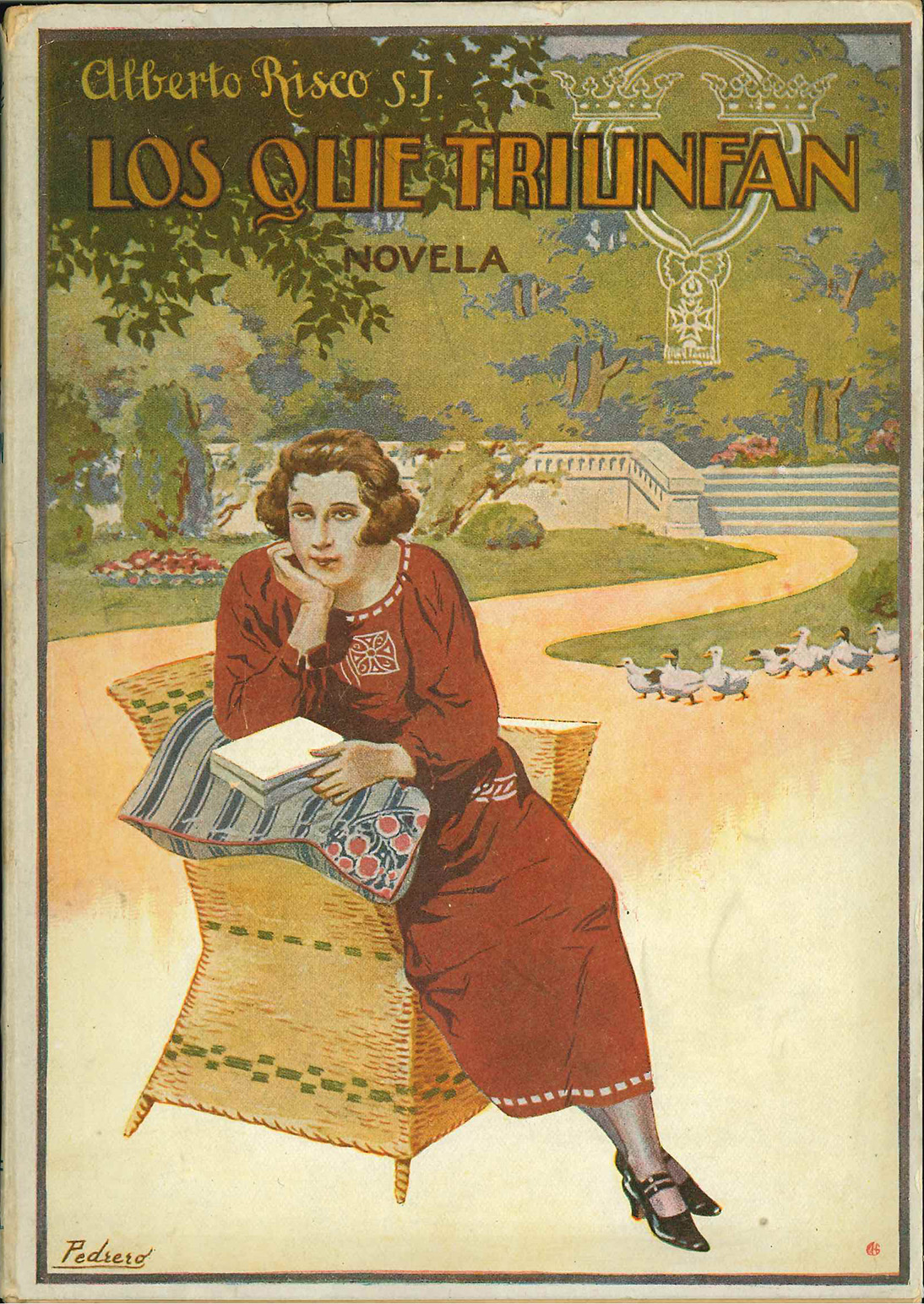
Los que triunfan (1923)

Fue autor de obras como Don Juan de Austria, hijo de Felipe IV: Juan sin Tierra (memoria histórica) (1918); El padre Juan de la Cruz Granero de la Compañía de Jesús: (ensayo biográfico) (1919); La escuadra del almirante Cervera (narración documentada del combate naval de Santiago de Cuba) (1920); Biografía del Excmo. Sr. Don Pascual Cervera Topete, Almirante de la Marina de Guerra Española: apéndices y documentos (1920), una biografía del almirante Cervera; Compendio de la historia general de la literatura (1923); Historia de la literatura española e universal (1924) o Zumalacárregui en campaña: según los documentos conservados por su secretario de Estado Mayor, Don Antonio Zaratiegui (1935), una biografía del general carlista de la que Urquijo Goitia señala cierto «sesgo hagiográfico».
La Enciclopedia Espasa destaca Narraciones, publicadas en la Lectura Dominical; Paso á paso, novela de costumbres, de la que se hicieron dos ediciones; Amor de madre, poesías (2.ª ed., 1922); Cinco visitas, novela corta (Jerez de la Frontera, 1916); Tristes y alegres, cuentos (2.ª ed., 1918); Emigración, novela (1920; 2.ª ed., 1923), Flores silvestres, novela (4.ª ed., 1923) y Los que triunfan, novela; Juan de la Tierra, biografía de Juan José de Austria (Madrid, 1917); El padre Juan de la Cruz Granero (Madrid, 1920); Mil hombres, estudio biográfico del brigadier Francisco de Paula Romero y Palomeque (Jerez de la Frontera, 1917); Historia general de la literatura, que se usaba generalmente en los colegios de religiosas (3.ª ed., Madrid, 1921); El padre Francisco de Paula Tarín (Madrid, 1922); y Doña Teresa de Ahumada, biografía completa de santa Teresa de Jesús, en el Mensajero del Corazón de Jesús de Bilbao.
Colaboró, además, en varias revistas españolas y americanas, especialmente Razón y Fe, La Semana Católica y Lectura Dominical, de Madrid; y en la Enciclopedia Espasa. Una de sus últimas obras fue La epopeya del alcázar de Toledo (1937), en la que describió los detalles del asedio a dicha fortaleza durante la Guerra Civil, episodio sobre el que pronunció además conferencias en varias ciudades de la zona sublevada.